# Cobos (famiglia)

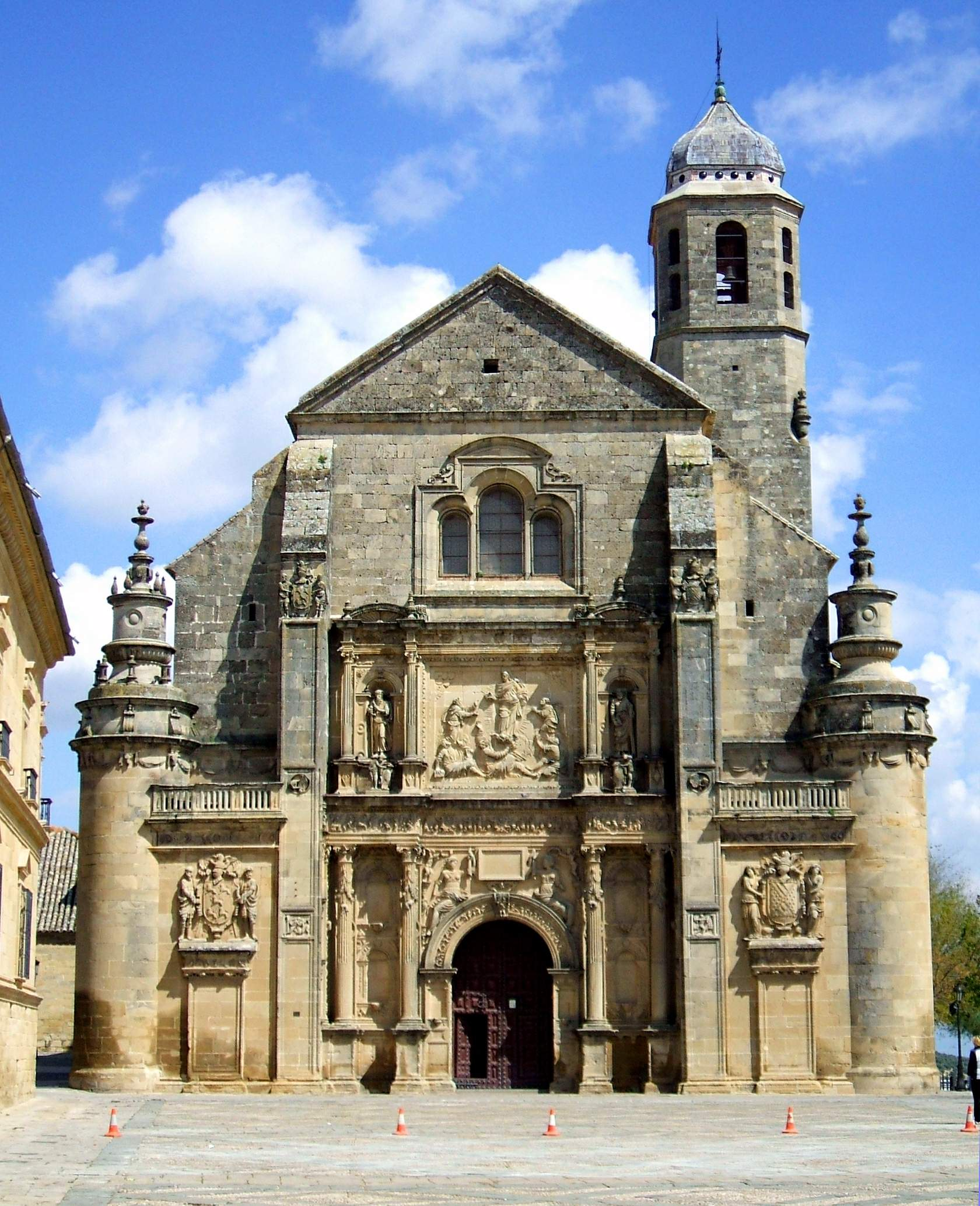
Úbeda, Sacra Capilla del Salvador

Cobos, nobile famiglia spagnola. Diversi rami della famiglia si imparentarono con importanti famiglie nobili della Spagna.
Antica famiglia dell'Andalusia, precisamente della città di Úbeda (Jaén), ma che ha origine nella città di Santo Domingo de la Calzada, nella provincia La Rioja. 
Si stabilirono a Jaén nel XIII secolo, quando il re Ferdinando III di Castiglia ricompensò il primo esponente della famiglia con la cessione della città di Úbeda.
La famiglia acquisì nel tempo maggiore rilevanza, diventando grande mecenate delle arti.

## Esponenti illustri
- Diego de los Cobos (XV secolo)
- Pedro Rodríguez de los Cobos (XV secolo)
- Francisco de los Cobos y Molina (1477-1547), Segretario di Stato dell'imperatore Carlo V e commendatore per il regno di Castiglia
- Diego de los Cobos y Mendoza (1524-1575), politico

## Edifici
- Sacra Capilla del Salvador a Ubeda, mausoleo della famiglia.[3]